# Historie patologie
Historie patologie začíná s využitím vědeckých metod v lékařství na Blízkém východě během zlatého věku islámu a v západní Evropě během italské renesance. Prvním lékařem éry po pádu antického světa, o kterém je známo, že provedl pitvu za účelem zjištění příčiny smrti, byl arabský lékař Avenzoar (1091–1161). Za otce mikroskopické patologie je všeobecně považován Rudolf Virchow (1821–1902). Většina raných patologů se zabývala také lékařstvím a chirurgií.

## Vznik patologie
Snaha o porozumění původu nemocí představuje jedno z prvních využití vědeckých metod v lékařství. Koncepce studia chorob pomocí pitvání a vyšetření nemocných těl, orgánů a tkání se dnes může zdát zřejmá, ale z doby před začátkem druhého tisíciletí existuje pouze velmi málo záznamů o pitvách. I když byla patologie nakažlivých nemocí známá muslimským lékařům už od dob Avicenny (980–1037), který ji popsal v Kánonu medicíny (asi 1020), první lékař éry po pádu antiky, o kterém je známo, že provedl pitvu, byl arabský lékař Avenzoar (1091–1161), který dokázal, že kožní choroba svrab je způsobená parazitem. Následoval lékař Ibn al-Nafis (narozen 1213), který v roce 1242 pomocí pitvy objevil plicní oběh. V 15. století anatomickou pitvu opakovaně používal italský lékař Antonio Benvienni (1443–1502) k určení příčiny smrti. Možná nejslavnějším raným patologem byl Giovanni Morgagni (1682–1771), jehož životní dílo De Sedibus et Causis Morborum per Anatomem Indagatis vydané v roce 1761 popisovalo výsledky přes 600 částečných a úplných pitev anatomicky seřazených a metodicky vztažených k symptomům vykazovaným pacienty před jejich úmrtím. I když bylo studium lidského těla v této době už značně rozvinuté, De Sedibus bylo jedno z prvních pojednání konkrétně zaměřených na souvislost mezi nemocným lidským tělem a chorobou. Do začátku 19. století bylo vydáno obrovské množství odborné literatury zabývající se makroskopickými projevy známých nemocí. Rozsah patologického výzkumu může být ukázán na práci vídeňského patologa (původem z Hradce Králové) Karla Rokytanského (1804–1878), který během svého života údajně provedl 20 000 pitev a na dalších 60 000 dohlížel.

### Vznik mikroskopické patologie
Za otce mikroskopické patologie je všeobecně považován Rudolf Virchow (1821–1902). I když byl složený mikroskop vynalezen asi o 150 let dříve, Virchow byl prvním prominentním lékařem, který vyzdvihl studium projevů nemocí, které byly viditelné jen na buněčné úrovni. Virchowův student Julius Cohnheim (1839–1884) pro studium zánětů zkombinoval histologické postupy a klinické experimenty a stal se tak jedním z prvních patologických fyziologů (synonymem pro obor patologická fyziologie je experimentální patologie). Cohnheim byl také průkopníkem využití postupu zmražených řezů (rychlá histologická technika umožňující vyrobit středně tenké řezy bez nutnosti zdlouhavé fixace). Podobnou techniku často používají moderní patologové k prokázání diagnózy a získání dalších klinických informací během operace.

### Moderní patologická fyziologie
Od doby, kdy nové techniky jako elektronová mikroskopie, imonuhistochemie a molekulární biologie rozšířily prostředky, pomocí kterých mohou biomedicínští vědci studovat nemoci, jsou definice a hranice investigativní patologie nejasnější. V širším smyslu mohou být za patologickou fyziologii považovány téměř všechny výzkumy, které spojují projevy nemocí s identifikovatelným procesem v buňkách, tkáních a orgánech.